# Astragalus triflorus
Astragalus triflorus là một loài thực vật có hoa trong họ Đậu. Loài này được (DC.) A.Gray miêu tả khoa học đầu tiên.